# ولادیمیر ایپاتیف
ولادیمیر ایپاتیف (روسی: Владимир Николаевич Ипатьев؛ زاده ۲۱ نوامبر ۱۸۶۷ درگذشته ۲۹ نوامبر ۱۹۵۲) یک شیمی‌دان و مخترع اهل روسیه بود.